# Mogens Rasmussen Juul
Mogens Rasmussen Juul (Aarhus, 18 de enero de 1953) es un deportista danés que compitió en remo. Ganó una medalla de plata en el Campeonato Mundial de Remo de 1980, en la prueba de cuatro sin timonel ligero.

## Palmarés internacional
| Campeonato Mundial | Campeonato Mundial | Campeonato Mundial | Campeonato Mundial        |
| Año                | Lugar              | Medalla            | Prueba                    |
| ------------------ | ------------------ | ------------------ | ------------------------- |
| 1980               | Malinas (Bélgica)  | Medalla de plata   | Cuatro sin timonel ligero |